# تایپ جفتی

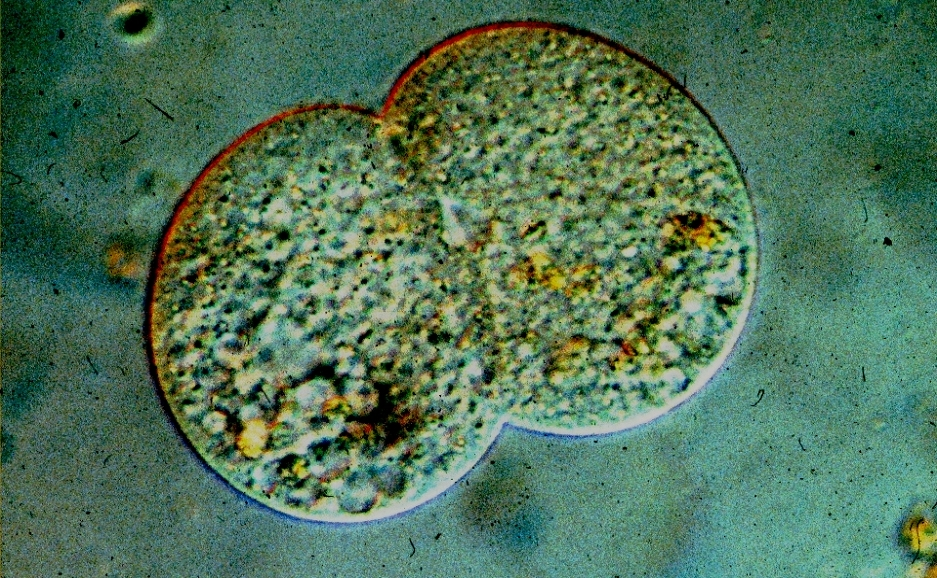
فرایند گونژوگاسیون یا هم یوغی

تایپ جفتی (به انگلیسی: Mating type)، ریزجاندارنی معادل جنسیت در شکل‌های حیات چند سلولی هستند و تصور می‌شود که اجداد جنس‌های متمایز باشند. آنها همچنین در جانداران بزرگ مانند قارچ‌ها وجود دارند.

## تعریف
تایپ جفتی ریزجانداران معادل جنسیت در جانداران بالاتر است و در گونه‌های ایزوگام و ناهمسان رخ می‌دهد. بسته به گروه، تایپ‌های مختلف جفتی اغلب با اعداد، حروف یا به سادگی «+» و «−» به جای «نر» و «ماده» که به «جنس» یا تفاوت در اندازه بین گامت‌ها اشاره دارد، نامیده می‌شود. لقاح تنها می‌تواند بین گامت‌هایی که انواع مختلف جفت‌گیری دارند، انجام شود.